# Piptostigma mayumbense
Piptostigma mayumbense är en kirimojaväxtart som beskrevs av Arthur Wallis Exell. Piptostigma mayumbense ingår i släktet Piptostigma och familjen kirimojaväxter. Inga underarter finns listade i Catalogue of Life.